# اجوود (ویرجینیای غربی)
اجوود (به انگلیسی: Edgewood) یک منطقهٔ مسکونی در ایالات متحده آمریکا است که در شهرستان کاناوا، ویرجینیای غربی واقع شده‌است. اجوود ۳۱۴٫۸۶ متر بالاتر از سطح دریا واقع شده‌است.